# Mayriella overbecki
Mayriella overbecki é uma espécie de formiga do gênero Mayriella, pertencente à subfamília Myrmicinae.